# منازل ماه
منازل ماه یا خانه‌های ماه تقسیم‌بندی ۲۸ گانه نسبتاً هر شبانه‌روز مسیر گردش کره ماه بر دائرةالبروج است.
این منزل‌ها (خانه‌ها) در برج‌های دوازده‌گانه (حمل، ثور، جوزا - سرطان، اسد، سنبله - میزان، عقرب، قوس - جدی، دلو و حوت) قرار دارند و تقسیم‌بندی مسیر یکدور گردش کره ماه بر دائرةالبروج می‌باشد.
از نظر نجومی قمر (ماه) اکنون در برج قوس یا برج همجوار آن قرار دارد.
هدف اقوام مختلف (هندیان و چینیان) از تثبیت منازل تعیین مواضع اجرام آسمانی و مقایسهٔ آن‌ها با مواضع منازل و استخراج احکام نجومی از روی محل ماه در یکی از این منازل در وقت معین به کار بوده‌است. اما اعراب قدیم از منازل برای پیشگویی حوادث جوی در فصول سال استفاده می کردند، چه این حوادث را به طلوع منازل یا غروب آن‌ها هنگام فجر و طلوع خورشید نسبت می دادند.
ماه فلک خود را در مدت ۲۷ روز و ۷ ساعت و ۴۳ دقیقه می پیماید، و این دوره را دورهٔ نجومی ماه یا ماه نجومی یا ماه دوری می نامند، یعنی پس از تمام شدن آن ماه در ۲۷ یا ۲۸مین شب به همان ستاره ای می‌رسد که حرکتش از آنجا آغاز شده بود. از اینرو در ستاره شناسی هندی ۲۷ منزل و در ستاره‌شناسی چینی و عربی و اسلامی ۲۸ منزل قمر وجود دارد. در نجوم هندی دائرةالبروج به بیست و هفت قسمت مساوی تقسیم شده و هر منزل سیزده درجه و ثلث می‌باشد  و در هر برج دو منزل و ربع قرار می‌گیرد. در نجوم اسلامی مانند نجوم چینی، دائرةالبروج به بیست و هشت قسمت تقسیم شده و هر منزل دوازده درجه و شش هفتم درجه می‌باشد  و در هر برج دو منزل و ثلث قرار می‌گیرد. با توجه به تساوی تقسیم بندی هر خانه (منزل) باید ۱۲ درجه و ۵۱ دقیقه و ۲۵٫۷۱۴ ثانیه قوسی باشد.

## منازل در برج‌های حمل و ثور و جوزا
۱- شَرطِین: از ابتدای برج حمل است تا ۱۲ درجه و ۱۵ دقیقه و ۲۶ ثانیه از حمل.
۲- بَطِین: از انتهای شرطین است تا ۲۵ درجه ۴۲ دقیقه و ۱۲ ثانیه از حمل.
۳- ثُریا: از انتهای بطین است تا ۸ درجه و ۳۴ دقیقه و ۲ ثانیه از برج ثور.
۴- دُبران: از انتهای ثریا است تا ۲۱ درجه و ۴۵ دقیقه و ۴۴ ثانیه از ثور.
۵- هُقعه: از انتهای دبران است تا ۴ درجه و ۱۷ دقیقه و ۲۰ ثانیه از برج جوزا.
۶- هُنعه: از انتهای هقعه‌است تا ۱۷ درجه و ۸ دقیقه و ۳۶ ثانیه از جوزا.
۷- ذِراع: از انتهای هنعه‌است تا انتهای برج جوزا.

## منازل در برج‌های سرطان و اسد و سنبله
۸- نُثره: از ابتدای برج سرطان است تا ۱۲ درجه و ۱۵ دقیقه و ۲۶ ثانیه از سرطان.
۹- طُرفه: از انتهای نثره‌است تا ۲۵ درجه و ۴۴ دقیقه و ۵۱ ثانیه از سرطان.
۱۰- جِبهه: از انتهای طرفه‌است تا ۸ درجه و ۴۴ دقیقه و ۱۸ ثانیه از برج اسد.
۱۱- زِبره: از انتهای جبهه‌است تا ۲۱ درجه و ۱۵ دقیقه و ۴۴ ثانیه از اسد.
۱۲- صَرفه: از انتهای زبره‌است تا ۴ درجه و ۱۷ دقیقه و ۶ ثانیه از برج سنبله.
۱۳- عَواد: از انتهای صرفه‌است تا ۱۷ درجه و ۸ دقیقه و ۳۶ ثانیه از سنبله.
۱۴- سَماک: از انتهای عواد است تا انتهای (۳۰درجه) برج سنبله.

## منازل در برج‌های میزان و عقرب و قوس
۱۵- غِفِر: از ابتدای برج میزان است تا ۱۲ درجه و ۵۱ دقیقه و ۲۶ ثانیه از میزان.
۱۶- زَبانی: از انتهای غفر است تا ۲۵ درجه و ۴۲ دقیقه و ۵۲ ثانیه از میزان.
۱۷- اَکلیل: از انتهای زبانی است تا ۸ درجه و ۲۸ دقیقه و ۲ ثانیه از برج عقرب.
۱۸- قَلب: از انتهای اکلیل است تا ۲۱ درجه و ۲۵ دقیقه و ۴۴ ثانیه از عقرب.
۱۹- شوله: از انتهای قلب است تا ۴ درجه و ۲۷ دقیقه و ۱۰ ثانیه از برج قوس.
۲۰- نَعایِم: از انتهای شوله‌است تا ۱۷ درجه و ۸ دقیقه و ۳۶ ثانیه از قوس.
۲۱- بَلَده: از انتهای نعایم است تا انتهای (۳۰درجه) برج قوس.

## منازل در برج‌های جدی و دلو و حوت
۲۲- سَعد الذابِح: از ابتدای برج جدی است تا ۱۲ درجه و ۵۱ دقیقه و ۳۶ ثانیه از جدی.
۲۳- سَعد البَلع: از انتهای الذابح است تا ۲۵ درجه و ۴۲ دقیقه و ۵۲ ثانیه از جدی.
۲۴- سَعد السُعود: از انتهای سعد البلع است تا ۸ درجه و ۳۴ دقیقه و ۲۸ ثانیه از برج دلو.
۲۵- الاخبیه: از انتهای سعد السعود است تا ۲۱ درجه و ۲۵ دقیقه و ۴۴ ثانیه از دلو.
۲۶- فَرَغُ المُقَدَم: از انتهای الاخبیه‌است تا ۴ درجه و ۱۷ دقیقه و ۱۰ ثانیه از برج حوت.
۲۷- فَرَغُ المُؤَخِر: از انتهای فرغ المقدم است تا ۱۷ درجه و ۸ دقیقه و ۲۸ ثانیه از حوت.
۲۸- رشاء یا بَطنِ الحوت: از انتهای فرغ الموخر است تا انتهای (۳۰درجه) برج حوت.